# Абуджа
Абуджа (на английски: Abuja) е столицата на Нигерия.
Намира се във Федералната столична територия. Известен е като най-добре построеният град в Африка.

## История
Абуджа е основана през 1828 година от Абу Джа, брат на владетеля на държавата Зария на народността хауса.
През 1976 г. нигерийското правителство взема решение столицата да бъде преместена в друг град, тъй като огромният Лагос вече е прекалено нефункционален. Абуджа е избран заради това, че е разположен в централната част на страната. Официално столицата е преместена на 12 декември 1991 г.
Абуджа е седалище на организацията Икономическа общност на западноафриканските държави. В града се намира регионален център на Организацията на страните износителки на петрол.

## Население
Агломерацията на града има население от около 2 940 000 жители (по изчисления от март 2016 г.). Градът е разделен на 5 части – Централна, Гарки, Лузе, Майтам и Аскоро.

## Икономика
След като градът официално става столица на Нигерия, той бързо се нарежда сред 4-те основни финансови центъра на страната с високо ниво на икономическа активност.

## Сгради
Архитектурата на Абуджа варира значително. Повечето от сградите са с модерна архитектура, която го прави нов и модерен град. Столицата има много предградия. Правят се планове за строене на небостъргачи около целия град, включително на Хилядолетната кула, която ще достига височина 170 м.

## Побратимени градове
- Бразилия, Бразилия
- Детройт, САЩ
- Канпур, Индия